# Адалберт III фон Дилинген
Адалберт III (Аделберт III) фон Дилинген (на немски: Adalbert III (Adelbert III) von Dillingen; † 15 февруари 1214) е предпоследният граф на Дилинген.

## Произход
Той е син на граф Хартман III фон Кибург-Дилинген († сл. 22 август 1180) и съпругата му Рихенца фон Баден († ок. 24 април 1172), дъщеря на граф Арнолд IV фон Баден и в Цюрихгау († 5 септември 1172).
По-големият му брат е граф Улрих III фон Кибург († 1227) е женен за принцеса Анна фон Церинген.
Граф Адалберт III фон Дилинген умира на 15 февруари 1214 г. и е погребан в Нересхайм при съпругата му Хейлика II фон Вителсбах.

## Фамилия
Адалберт III фон Дилинген се жени 1190 г. за Хейлика II фон Вителсбах (* 1176; † сл. 1180, погребана в Нересхайм), дъщеря на херцог Ото I от Бавария († 11 юли 1183) и графиня Агнес фон Лоон († 26 март 1191). Те имат децата:
- Хартман IV фон Дилинген (* ок. 1180; † 11 декември 1258), последният граф на Дилинген, женен за Вилибирг фон Труендинген († 1246)
- Рихица фон Дилинген († 20 юни 12??), омъжена за граф Адалберт IV фон Боген († 15 януари 1242)
- Удилхилда фон Дилинген († сл. 19 март 1231), омъжена за граф Рапото II фон Ортенберг-Крайбург, пфалцграф на Бавария († 19 март 1231)
- дъщеря фон Дилинген, омъжена ок. 1184 г. в Щутгарт за граф Лудвиг III фон Вюртемберг († ок. 1241)
- София фон Дилинген, приорес в Мединген